# Ait Hani
Ait Hani  (in arabo أيت هاني‎?) è un centro abitato e comune rurale del Marocco situato nella provincia di Tinghir, regione di Drâa-Tafilalet. Conta una popolazione di 10 587 abitanti (censimento 2014).